# Jason Hughes (Schauspieler)
Jason Hughes (* 18. Dezember 1971 in Porthcawl, South Wales) ist ein britischer Schauspieler. Bekanntheit erlangte er mit seinen Rollen in der BBC-Serie This Life als Anwalt Warren (1996–1997) und in der Polizeiserie Inspector Barnaby als Polizeibeamter Ben Jones (2005–2012). Er ist seit 2005 mit der Schauspielerin und Schmuckdesignerin Natasha Dahlberg verheiratet, das Paar hat drei Kinder und lebt in Brighton.

## Karriere
Hughes wurde am 18. Dezember 1971 in Porthcawl geboren. Als Schüler war Hughes ein begabter Rugby- und Cricket-Spieler, er entschied sich allerdings für eine Schauspielkarriere. Er absolvierte eine Schauspielausbildung an der London Academy of Music and Dramatic Art und erhielt seine erste Hauptrolle als homosexueller Anwalt Warren in der britischen Fernsehserie This Life. Nach kleineren Rollen in Fernsehserien wie Waking the Dead – Im Auftrag der Toten und Mine All Mine erhielt er 2005 eine Hauptrolle als Polizeibeamter Ben Jones in der Krimireihe Inspector Barnaby. 2012 verließ er die Serie aus persönlichen Gründen. In einem Interview gab Hughes an, dass die sehr zeitintensiven Dreharbeiten seiner Gesundheit zugesetzt hätten und er eine Auszeit gebraucht habe. Nach seinem letzten Drehtag für die Barnaby-Reihe im September 2012 spielte er nach acht Jahren erstmals wieder Theater in Bath. Im November ging er für einige Wochen in die USA, wo er sich einen Agenten suchte und sich mit Freunden vom Schauspielstudium wie Michael Sheen und Matthew Rhys traf. Nach Weihnachten 2012 kehrte er nach Großbritannien zurück, um an verschiedenen Auditions teilzunehmen. Schließlich entschied er sich für das Theater und war von November 2013 bis Januar 2014 am St. James Theatre in London in dem Stück In the next room or the vibrator play zu sehen, 2015 spielte er am Royal National Theatre die Rolle des Second Lieutenant Ralph Clark in dem Stück Our Country’s Good von Timberlake Wertenbaker. Außerdem wirkte er an verschiedenen Hörspielen mit, hatte 2017 einen Gastauftritt bei Inspector Barnaby in der Folge Cricket-Fieber und wirkte 2018 in einer Nebenrolle in der zweiten Staffel der Serie Marcella mit. 2021 spielte er die Rolle des Max in der ersten Staffel der BBC-Dramaserie The Pact.

## Filmografie (Auswahl)
- 1994: London’s Burning
- 1995: Castles
- 1996: Wales Playhouse
- 1996–1997: This Life (TV-Serie)
- 1997: Harry Enfield & Chums
- 1999: The Flint Street Nativity
- 2000: House!
- 2002: Plain Jane (TV-Film)
- 2002: Killing Me Softly
- 2003: Waking the Dead – Im Auftrag der Toten (orig.: Waking the Dead)
- 2004: Say Sorry (Kurzfilm)
- 2004: Mine All Mine
- 2005: Feeder (Kurzfilm)
- 2005–2012, 2017: Inspector Barnaby (orig.: Midsomer Murders)
- 2006: Dead Long Enough
- 2007: This Life +10 (TV-Film)
- 2009: Coming Up (TV-Serie) S7 E3 Pornography
- 2013: Dante’s Daemon (bisher unveröffentlicht)
- 2015: Crow
- 2017: Death in Paradise S6 E3 – Die einsame Insel
- 2017: Three Girls. Warum glaubt uns niemand? (Mini-Serie)
- 2018: Marcella (TV-Serie) S2 E1–7
- 2021: The Pact (TV-Serie) S1

## Theater
- 1992: A Slice of Saturday Night (Theater Auf Tournee, Germany — tour)
- 1994: Macbeth Shakespeare Macbeth (Theatre Clwyd)
- 1994: The Unexpected Guest (Theatre Royal, Windsor)
- 1995: Nothing to Pay
- 1996: Phaidras Liebe von Sarah Kane Phaedra's Love (Royal Court Theatre Lesung)
- 1997: Badfinger (Donmar Warehouse)
- 1997: The Illusion (Royal Exchange, Manchester)
- 1997: Snake in the Grass (Old Vic Theatre)
- 1998: The Herbal Bed (Royal Shakespeare Company)
- 1998: A Real Classy Affair (Royal Court Theatre)
- 1999: Blick zurück im Zorn von John Osborne Look Back in Anger (Lyttelton Theatre)
- 2000: In Flame (New Ambassador’s Theatre)
- 2001: Kiss Me Like You Mean It (Soho Theatre)
- 2002: A Wing and a Prayer (Battersea Arts Centre Studio)
- 2003: Fight for Barbara (Theatre Royal, Bath)
- 2003: Design for Living (Theatre Royal, Bath)
- 2003: Caligula (Donmar Warehouse)
- 2004: 4.48 Psychose (Royal Court Theatre und US Tour)
- 2013: In The Next Room, or The Vibrator Play (St. James)
- 2015: Our Country's Good (Olivier Theatre)
- 2017: The Goat, or Who Is Sylvia? (Theatre Royal Haymarket)

## Audiorollen (Auswahl)
- 2005: The Essential Dylan Thomas (Hörbuch)
- 2008: Framed by Frank Cottrell Boyce (Hörbuch)
- 2012: A Clockwork Orange by  Anthony Burgess (BBC Radio 4 Inszenierung)
- 2014: The Pale Horse by Agatha Christie (BBC Radio 4 Inszenierung)
- 2015: Racing Demon by David Hare (L.A. Theatre Works Inszenierung)